# 피에르쉬르오트 군용 무선국
피에르쉬르오트 군용 무선국(프랑스어: Station hertzienne de Pierre-sur-Haute)은 프랑스의 군사통신시설로, 부지면적은 30헥타르에 달한다. 루아르주의 코뮌 Sauvain(fr)에서 퓌드돔주의 코뮌 Job(fr), 론알프, 오베르뉴의 경계점에 위치한다. 그리고 인접한 민용중게무선국은 전화회사 TéléDiffusion de France(TDF)사에 의해 건설된 것이다.

## 역사
1913년 프랑스어로 "샤쯔프 신호"라고 불리는 가로대 신호기가 현재 군용 무선국이 있는 곳에 건립되었다. 이때는 아직 끝에 완목 신호기가 달린 작은 석조 건축물에 불과했다.
냉전하인 1961년, 유럽의 신호망"ACE High시스템"을 구축하기 위해 82무선국의 하나로서 이를 건조하도록 NATO에서 프랑스군에 의뢰가 왔다. 이 신호망에서 피에르쉬르오트 군용 무선국은 Lachens(FNIZ)국을 남쪽으로 중계하고 Mont-Aout(FADZ)국을 북방으로 중계하였다.

## 역할

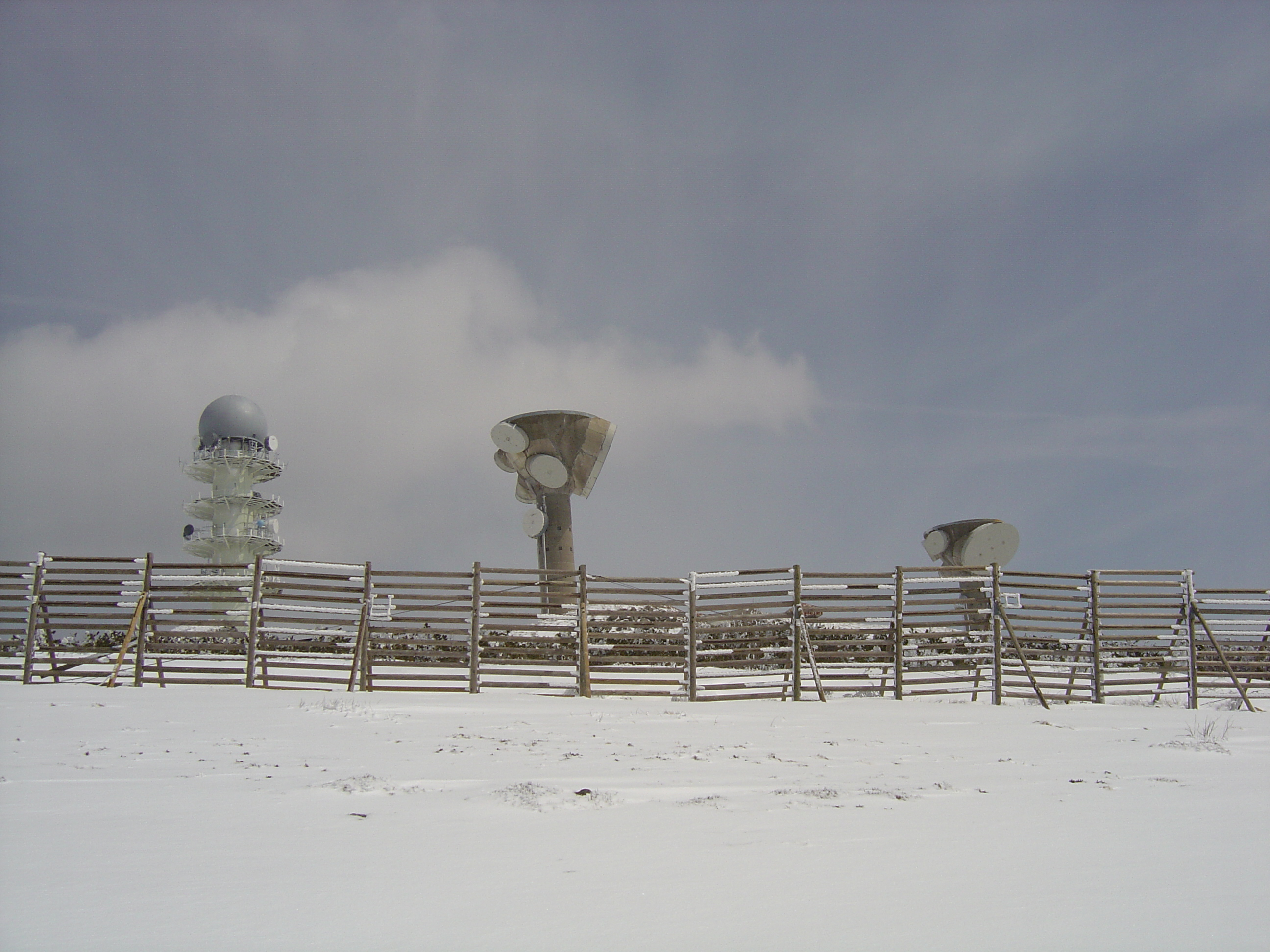
피에르쉬르오트의 콘크리트탑에 설치된 군용 무선설비

피에르쉬르오트 군용 무선국은 프랑스 공군의 관할 하에 있어, 80km 떨어진 리옹몽베르됭 공군기지의 지부이다. 프랑스를 남북으로 종단하는 4무선국의 하나로서 다른 3국( Lacaune, Henrichemont, Rochefort 공군기지)과 교신을 한다.
프랑스의 핵 공격 명령은 이곳을 경유한다고 알려져 있다.
1994년에 공군 감시·정보·통신계 사령부(Commandement Air des Systèmes de Surveillance d’Information et de Communications)의 일부가 설립되으며, 2006년의 첫날부터는 기지망·정보계 통합방면군(Direction interarmées des réseaux d'infrastructure et des systèmes d'information)의 예하가 되었다.
본 무선국의 국장은 소령이 맡으며, 인원은 전기 기술자 정비사, 요리사 등 약 20명을 거느린다.

## 시설
루아르와 퓌드돔의 경계상 Sauvain과 Job 사이의 30헥타르의 부지에 위치한다. 주변은 목제·금속제의 높은 울타리로 둘러싸여 군사참모와 종업원은 헬리콥터나 도로를 통해 입·퇴장한다. 도로는 관계자 외의 통행이 금지되어 있다.

## 건물
높이 30m의 콘크리트 탑 2동은 1991년부터 무선 송수신에 사용되고 있다. 모두 핵폭발에 견디도록 건설되었다.
이 밖에 주방과 식당, 침실을 갖춘 거주동과 차고가 있다. 겨울철에는 적설하기 위해 건조물 사이는 길이 30m의 지하도에서 오갈 수 있도록 되어 있다.

## 지하 시설
이 무선국에서 가장 중요한 부분은 전송발신에 사용되는 지하부이다. 전파탑에서의 통신은 초당 2메가비트의 속도로 분석되어 적절하게 전송된다.
패러데이 새장에 의해 전자기 펄스 대책이나 양압실 등, 화학적, 생물학적, 방사선적 혹은 핵 공격에 대한 다양한 강고한 방벽을 거느리고 있으며 독립한 수원과 전원을 갖고 있다.

## 검열
2013년 4월 프랑스의 정보기관인 프랑스 국내중앙정보국(Direction centrale du renseignement intérieur, 약칭 DCRI)은 이 무선국을 표제로 한 프랑스어 위키백과 항목을 삭제하려 하였으며, 이 무선국은 일약 주목의 대상이 되었다. 삭제 요청을 받은 위키미디어 재단은 그 항목의 어느 기술이 첩보기관에게 문제인지 물었으나, DCRI는 답변을 거부하고 항목 전체 삭제 요구를 되풀이했다. 위키미디어 재단이 항목의 삭제를 거부하자, 이후 DCRI는 프랑스 국내에 거주하는 프랑스어 위키백과의 관리자에게 접촉해 항목을 삭제하지 않으면 해당 사용자를 고소하겠다며 압력을 가하였다. 그 관리자는 DCRI의 압력에 응했다. 위키미디어 프랑스 지부에서는 아래와 같은 성명을 발표하였다.
2013년 4월 4일 DCRI는 그 사무실에 위키백과의 관리자를 소환하였다. 페이지를 삭제할 수 있는 툴 접속을 가진 이용자의 한 사람이다. 그 관리자는 요구에 불응할 경우 구속·기소된다며, DCRI의 사무소에서 항목 삭제를 강요당했다. 그는 DCRI에게 위키백과가 어떻게 운영되고 있는지를 설명했지만 강요 하에서 항목을 삭제하는 것 이외의 선택 사항이 없었다. 그는 다른 관리자에게 문서를 복구한다면 법적 책임이 발생한다고 경고했다. 이 관리자는 해당 항목과는 전혀 인연이 없고 DCRI사무실에 들어가기 전에 그 항목을 한번도 편집하기는커녕 존재 자체도 몰랐던 것이다. 그가 선택된 것은 그가 프랑스에서 위키백과와 위키미디어 프로젝트의 촉진 활동을 정기적으로 벌여 쉽게 신원이 밝혀져 빠른 소환이 가능하기 때문이었다.— 위키미디어 프랑스 지부

그 후 삭제된 항목은 다른 위키백과 관리자에 의해 복구되었다. 프랑스 내무부는 프랑스 통신사의 취재에 대해 이 건에 관한 코멘트는 삼가겠다고 응답했다.
이 소동의 결과, 해당 항목은 프랑스어 위키백과에서 가장 많이 열람된 문서로, 나아가 각 언어판으로 차례로 번역되었다. 프랑스의 신문 "20 minutes"는 이 사건을 가리켜 스트라이샌드 효과의 좋은 예라고 지적했다.